# Bibbiano
Bibbiano es un municipio italiano situado en la provincia de Reggio Emilia, en Emilia-Romaña (Italia). Tiene una población estimada, a fines de junio de 2024, de 10 234 habitantes.

## Demografía
| Gráfica de evolución demográfica de Bibbiano entre 1861 y 2024 |
|                                                                |
| Fuente: ISTAT - Elaboración gráfica de Wikipedia               |